# Bahnhof Eckernförde
Der Bahnhof Eckernförde ist der Bahnhof der Stadt Eckernförde in Schleswig-Holstein. Er ist als Durchgangsbahnhof ein wichtiger Unterwegsbahnhof auf der Bahnstrecke Kiel–Flensburg. Bis 1958 bestand nördlich des Empfangsgebäudes zusätzlich ein Kopfbahnhof der Eckernförder Kreisbahnen.

## Betrieb
Der Eckernförder Bahnhof verfügt über drei Gleise mit Bahnsteig.
- Gleis 1: Hausbahnsteig dient den durchgehenden Zügen Kiel–Flensburg und Flensburg–Kiel, in den Randstunden teilweise den Zügen Kiel–Eckernförde–Kiel
- Gleis 2: in den Randstunden halten hier teilweise die auf der Gesamtstrecke verkehrenden Züge, dazu teilweise Züge Kiel–Eckernförde–Kiel, Züge Eckernförde–Schleibrücke Süd (Kieler Woche 2025) sowie Kappeln–Eckernförde–Kappeln
- Gleis 3: Regionalbahn-Züge Kiel–Eckernförde–Kiel

Die Länge der Bahnsteige betrug (auf volle Meter gerundet) 225 Meter für Gleis 1, 370 Meter für Gleis 2 und 426 Meter für Gleis 3. Letzteres wurde zu einem Stumpfgleis zurückgebaut. Die Gleise 2 und 3 lagen früher an einem Mittelbahnsteig. Durch die Kürzung von Gleis 3 und nach Modernisierungsmaßnahmen 2016, bei der die Bahnsteigkanten auf 76 Zentimeter erhöht wurden, sind beide Gleise mit einem Außenbahnsteig versehen, die über einen beschrankten Fußgängerüberweg erreicht werden. Nach den Modernisierungsmaßnahmen ist der Bahnsteig am Gleis 1: 207 Meter, der am Gleis 2: 218 Meter und der am Gleis 3: 169 Meter lang.
Seit 2014 steuert ein von Lindaunis fernbedientes Elektronisches Stellwerk den Eckernförder Bahnhof.

### Bedienung
Der Bahnhof wird zwischen etwa 4:30 Uhr und etwa 2:00 Uhr im Stundentakt wie folgt bedient:
| Linie                | Verlauf                                                    | Kursbuchstrecke | Frequenz    | Fahrzeuge    | EVU                            |
| -------------------- | ---------------------------------------------------------- | --------------- | ----------- | ------------ | ------------------------------ |
| RE / RB 72           | Kiel Hbf – Gettorf – Eckernförde – Süderbrarup – Flensburg | 146             | Stundentakt | Baureihe 648 | Nordbahn Eisenbahngesellschaft |
| RB 73                | Kiel Hbf – Gettorf – Eckernförde                           | 146             | Stundentakt | Baureihe 648 | Nordbahn Eisenbahngesellschaft |
| Stand: Dezember 2023 |                                                            |                 |             |              |                                |

Wegen des Neubaus der Lindaunisbrücke über die Schlei ist die Strecke derzeit unterbrochen. Züge verkehren im Nordteil von Flensburg bis Boren Schleibrücke Nord und im Südteil von Rieseby Schleibrücke Süd oder Eckernförde nach Kiel.

### Busverkehr
Auf dem ehemaligen Gelände der Güterabfertigung südlich des Bahnhofsgebäudes liegt der ZOB Eckernförde. Von ihm gehen nach den Busliniennetzänderungen zum 1. Januar 2021 insgesamt vier innerstädtische und 17 regionale Buslinien unter anderem nach Kiel, Kappeln, Kropp, Schleswig und Rendsburg aus. Im Auftrag des Kreises Rendsburg-Eckernförde führt den Stadtbusverkehr der Stadtverkehr Eckernförde durch, den Regionalbusverkehr betreibt die Autokraft.

## Geschichte

Ausschnitt aus der Eisenbahn-Karte von Central-Europa 1866

Bereits sehr früh in der deutschen Eisenbahngeschichte wurde um 1844 Eckernförde als eine geplante Bahnstation erwähnt. Der Ort sollte Endpunkt der „Rendsburg–Eckernförder Eisenbahn“ sowie Bahnstation einer Strecke von Kiel über Gettorf, Eckernförde und Missunde nach Schleswig sein. 1866 war in Julius Michaelis’ Eisenbahn-Karte von Central-Europa ein südlicherer Verlauf zwischen Eckernförde und Schleswig als projektiert eingezeichnet.
Die Kiel-Eckernförde-Flensburger Eisenbahn-Gesellschaft (KEFE) eröffnete am 1. Juli 1881 den Streckenabschnitt Kiel–Eckernförde und am 21. Dezember des gleichen Jahres den Streckenabschnitt Eckernförde–Flensburg der damals neuen Eisenbahnverbindung. Der Verkehr entwickelte sich zufriedenstellend, so dass die Preußischen Staatseisenbahnen die Bahn zum 1. Juli 1903 übernahmen. Diese ging zum 1. April 1920 in die Deutsche Reichsbahn über. Die Belegschaft des Bahnhofes bestand zeitweise aus rund 50 Bediensteten.

### Bahnbetriebswerk Eckernförde
Da die KEFE weder in Kiel noch in Flensburg genügend Platz zum Bau eines Bahnbetriebswerkes mit Lokleitung, Lokschuppen, Wasserturm, Drehscheibe und Bekohlungseinrichtungen fand, wurden diese im Bereich des Eckernförder Bahnhofes erbaut. Der Einsatz der Lokomotiven und Züge erfolgte von Eckernförde aus. Mit der Übernahme der Eisenbahnstrecke durch die Preußischen Staatseisenbahnen und später der Reichsbahn verloren diese Einrichtungen an Bedeutung. Am 31. Oktober 1925 waren beim Bw Eckernförde folgende Lokomotiven beheimatet:
- für Nahgüterzüge die Baureihe 54 mit 54 843, 845, 913, 933, 957, 968, 1001, 1005, 1030 und 1037.
- für Personenzüge und Rangieraufgaben die Baureihe 91 (T 9.2) mit 91 062, 063, 067 und 079 sowie die Baureihe 91 (T9.3) mit 91 723.

Die Dienststelle wurde an einem nicht näher bekannten Datum nach dem 1. April 1926 zu einem Lokbahnhof abgestuft, die Einsatzplanung erfolgte danach von Kiel und Flensburg aus.
Der Lokbahnhof war 1932 dem Bahnbetriebswerk (Bw) Neumünster unterstellt. 1941 wechselte die Zuständigkeit zum Bw Kiel. Ab den 1960er Jahren bis Anfang der 1990er Jahre war dem Bahnhof nur noch eine Diesellokomotive zur Aufrechterhaltung des Hafenbahnbetriebes zugeteilt. Der Lokschuppen, der aus zwei dreigleisigen Rechtecksegmenten bestand, musste nach der Stilllegung der Hafenbahn einem Parkplatz weichen.

### Schmalspurbahnhof
Von der Eckernförde-Kappelner Schmalspurbahn-Gesellschaft wurde am 26. Januar 1889 eine Eisenbahnstrecke nach Kappeln mit der Endstation am Nordende des Eckernförder Bahnhofs auf eigenen dort endenden Gleisen eröffnet. Zwei der Gleise dienten dem Personenverkehr.
500 Meter weiter nördlich lag der Schwansener Bahnhof (später: Kreisbahnhof) als nächste Station der Gesellschaft. Am 1. April 1903 übernahm der Kreis Eckernförde diese Bahnstrecke (fortan: Kreisbahnen) und eröffnete am 30. Oktober 1904 eine zweite nach Owschlag, die bis 1954 bestand.
Zur Unterscheidung vom „Kreisbahnhof Eckernförde“ und drei weiteren auf Eckernförder Stadtgebiet befindlichen Stationen der Eckernförder Kreisbahnen („Carlshöhe“, „Schnaap“ und ab 1947 „Hasenheide“) wurden Bezeichnungen wie Eckernförde Staatsbahnhof, Eckernförde Reichsbahnhof, Reichsbahnhof Eckernförde und nach dem Zweiten Weltkrieg für eine kurze Zeit Eckernförde Hauptbahnhof eingeführt. Der Regelbetrieb der Eckernförder Kreisbahnen wurde 1958 eingestellt.

### Betrieb
Am 1. Mai 1945 erreichte der Befehls-Sonderzug Auerhahn von Karl Dönitz, von Plön kommend, Eckernförde. Am übernächsten Tag verließ der Zug, der unter dem Kommando des Kapitänleutnants Asmus Jepsen stand, den Bahnhof in Richtung Flensburg, erreichte aber nur den Bahnhof Sörup. Asmus Jepsen wurde kurz darauf, auf Grund von Problemen mit dem Zug, zu einem Opfer der NS-Marinejustiz.
Der Umstand, dass nach dem Zweiten Weltkrieg die Britischen Militärgouverneure von Schleswig-Holstein (Regional Commissioners (Hugh de Crespigny, danach William Asbury)) im Altenhofer Herrenhaus residierten, aber im Kieler Somerset House ihren Dienstsitz hatten, führten zu einer vergleichsweise schnellen Instandsetzung der Strecke und Wiederaufnahme des Eisenbahnverkehrs nach Kriegsende zwischen Kiel und Eckernförde mit einer Morgen- und einer Abendverbindung und einem einzigen Zwischenhalt im Altenhofer Bahnhof. Die Züge verfügten nur über einen einzigen Personenwagen für die Bevölkerung und über einen Salonwagen für den britischen Militärgouverneur. Der Eckernförder Bahnhof war zum Kriegsende Ziel von Flüchtlingstransportzügen.
Von 1972 bis 2000 galt der Bahnhof Eckernförde aufgrund einzelner Schnellzug- und Intercity-Verbindungen an den Wochenenden als Fernbahnhof – hierbei handelte es sich unter anderem um die Verbindungen Eckernförde–Koblenz (anfangs von Flensburg aus), Köln–Eckernförde und Düsseldorf–Hannover–Eckernförde; teilweise hatten die IC-Züge Namen wie „Kranich“, „Seeadler“, „Seemöwe“, „Seestern“ und „Wittekind“. Zuletzt befuhr nur noch der IC 1139 frühmorgens die Strecke bis Süderbrarup und hielt auch in Gettorf und Rieseby an. Diese Züge dienten vor allem der Beförderung von Bundeswehrsoldaten am Wochenende. In den ersten Jahren nach Eröffnung des Seebades Damp 2000 1972 verkehrten IC-Sonderzüge von Köln nach Eckernförde. Als Fernverkehrszüge galten zudem auch „Heckeneilzüge“, die seit den 1960er Jahren Flensburg über Goslar und Bad Harzburg mit Kreiensen verbanden sowie eine zeitweise werktägliche Schnellzug-Verbindung von Eckernförde (montags ab Flensburg) nach Köln, die auf den Streckenabschnitten (Flensburg–)Eckernförde–Kiel und Hagen–Köln als Eilzug fuhr.
Zu Beginn der 1980er Jahre existierten Pläne, die Bahnstrecke Kiel–Flensburg nördlich von Eckernförde oder insgesamt stillzulegen. Ende 1983 waren diese Pläne aber wieder ad acta gelegt worden.
Das erste Empfangsgebäude des Eckernförder Bahnhofes – 1881/82 nach Plänen des Kieler Architekten Heinrich Moldenschardt erbaut und danach mehrfach bis auf etwa die drei- bis vierfache der ursprünglichen Größe erweitert – wurde 1973 abgerissen, nachdem es noch wenige Monate zuvor als Filmkulisse für einen Part der Fernsehverfilmung von Hans Falladas Roman Bauern, Bonzen und Bomben gedient hatte. Einzig der Stellwerk-Anbau blieb noch bis zur Fertigstellung des neuen Empfangsgebäudes 1974 stehen. Kurz zuvor musste der südlich vom Empfangsgebäude stehende Bau des Güterbahnhofs (heute: ZOB-Areal) weichen. Zu den mehrfachen Erweiterungen des ersten Empfangsgebäudes gehörten der Anbau eines Wartesaals und eines Fürstenzimmers 1901 (sog. Fürstenbahnhof), Anbauten für Bahnpostamt, Hotel, Gaststätte, Eisenbahnerwohnungen.
Das heutige Empfangsgebäude besteht in seiner Grundrissform aus vier Sechsecken sowie im Norden aus einem zweischenkligen Teil.

## Bilder

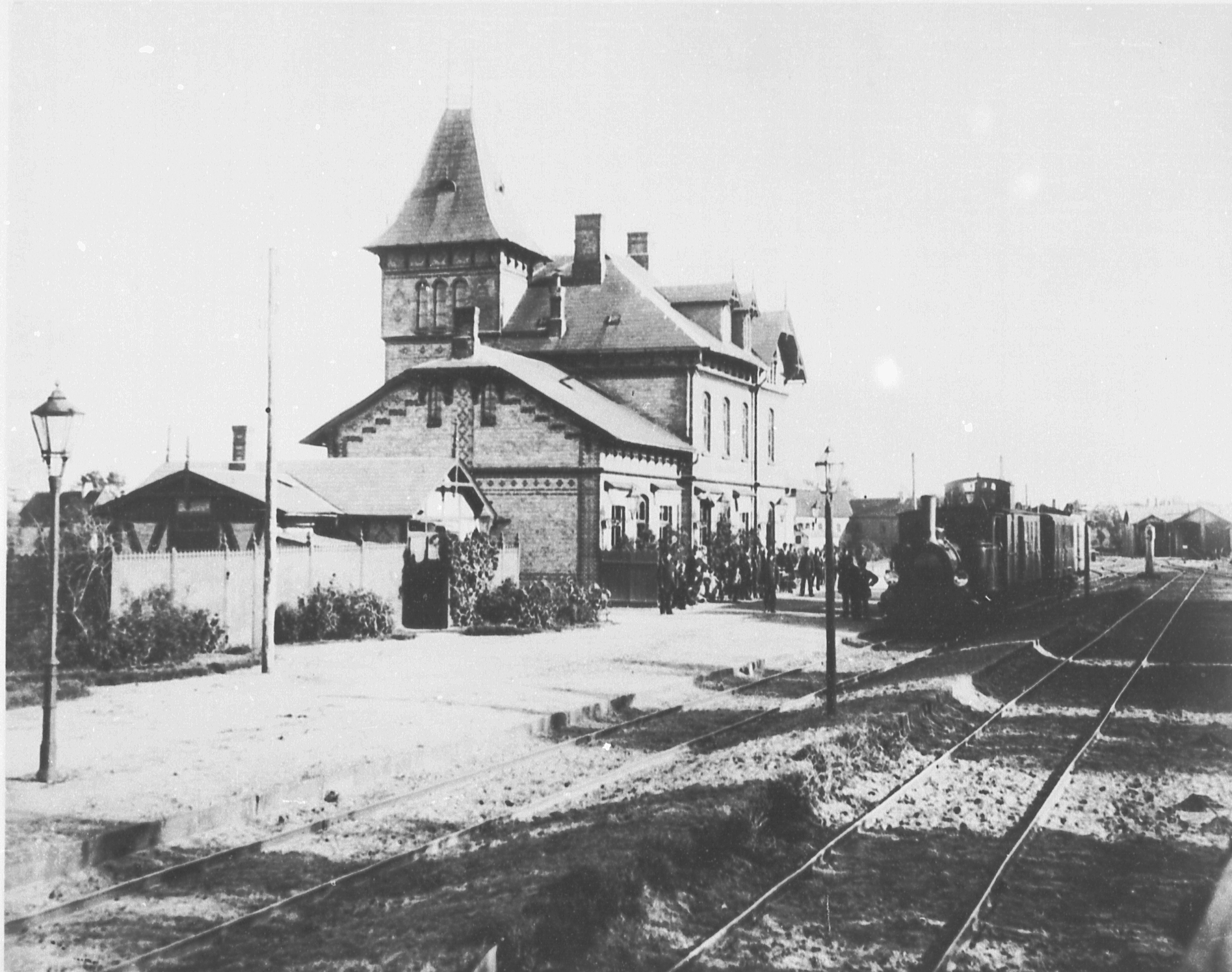
Altes Bahnhofsgebäude von 1887
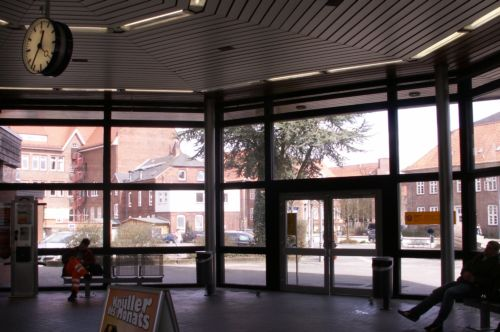
Empfangshalle
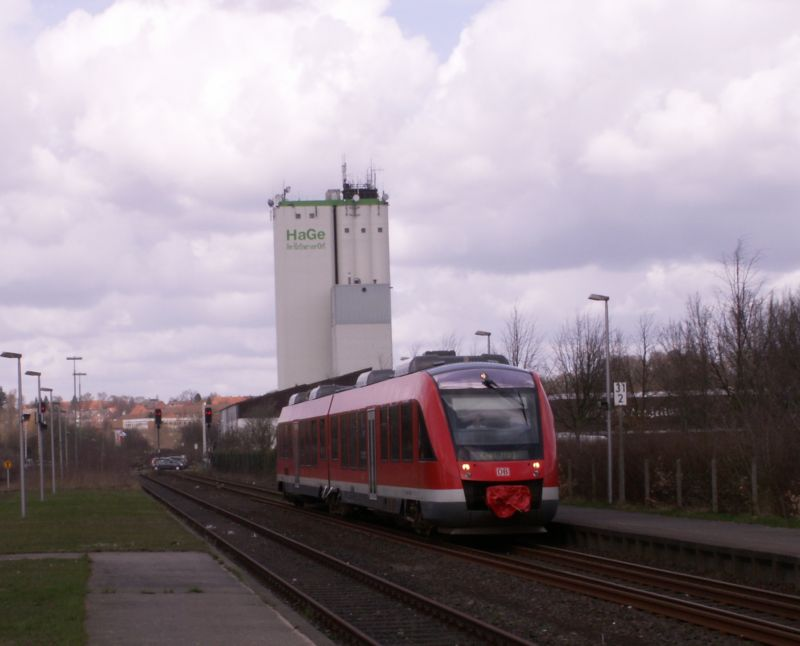
DB-Baureihe 648 vor Siloabbau
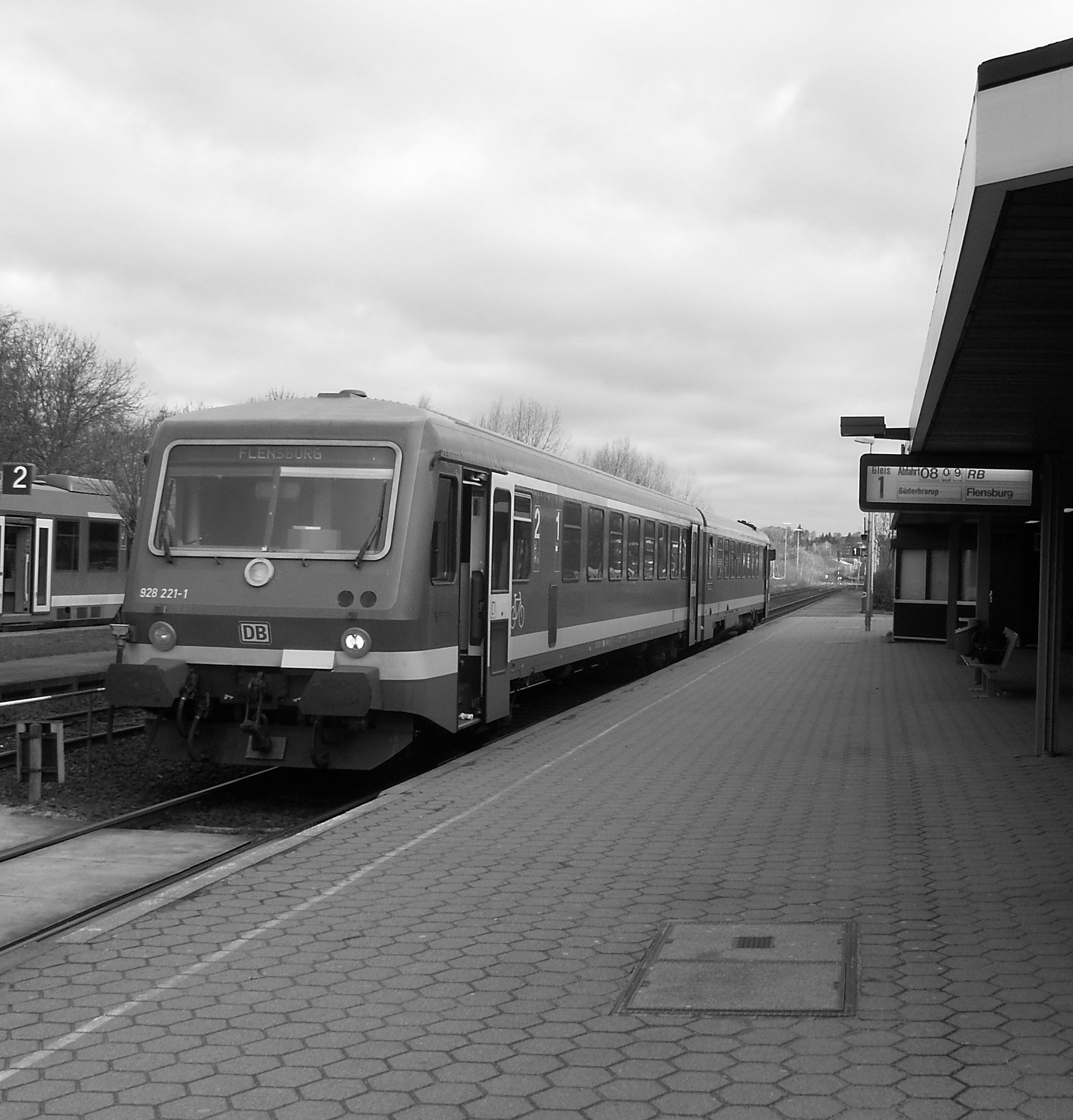
Triebwagen der DB-Baureihe 628 (2006)
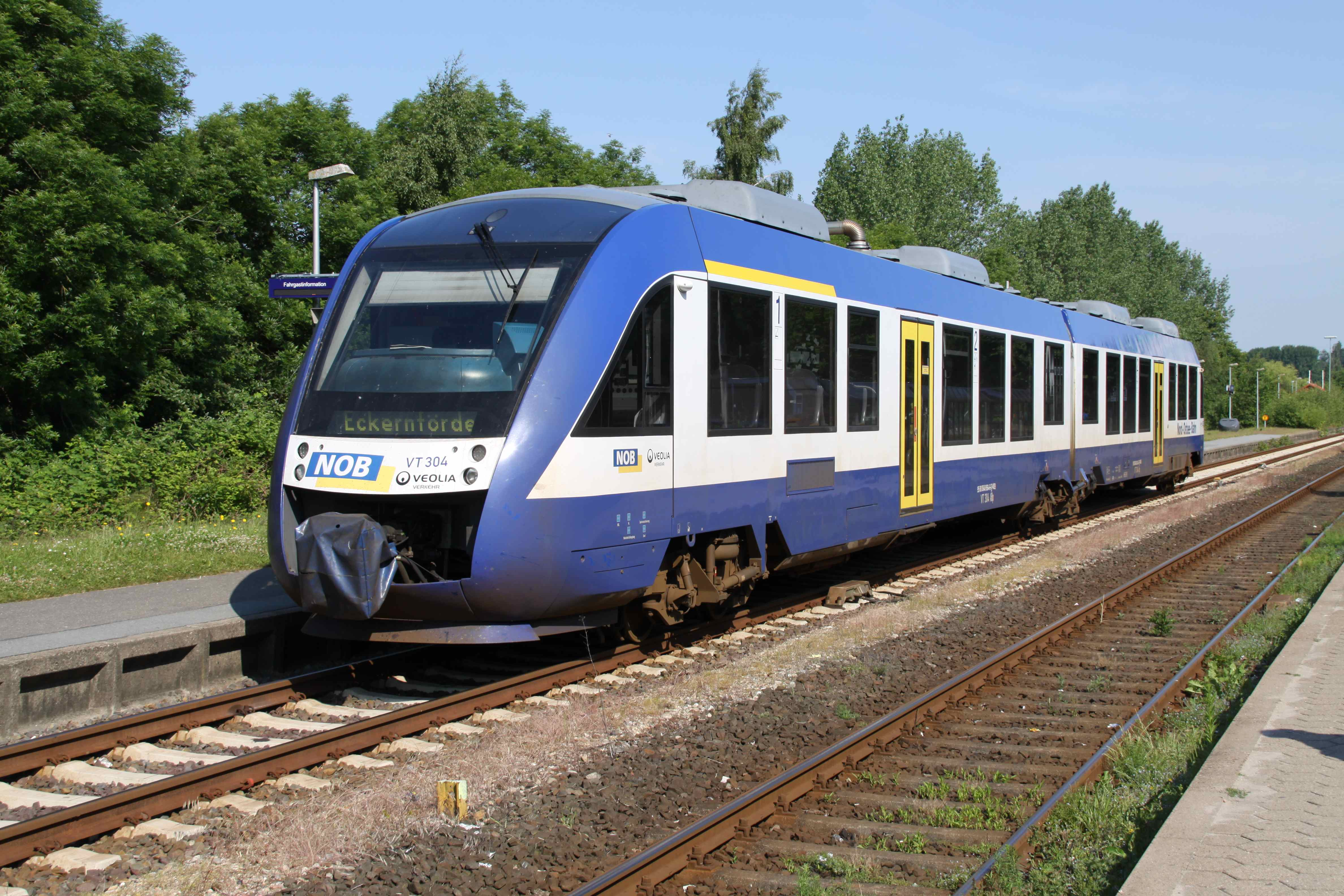
VT304 der NOB (2010)

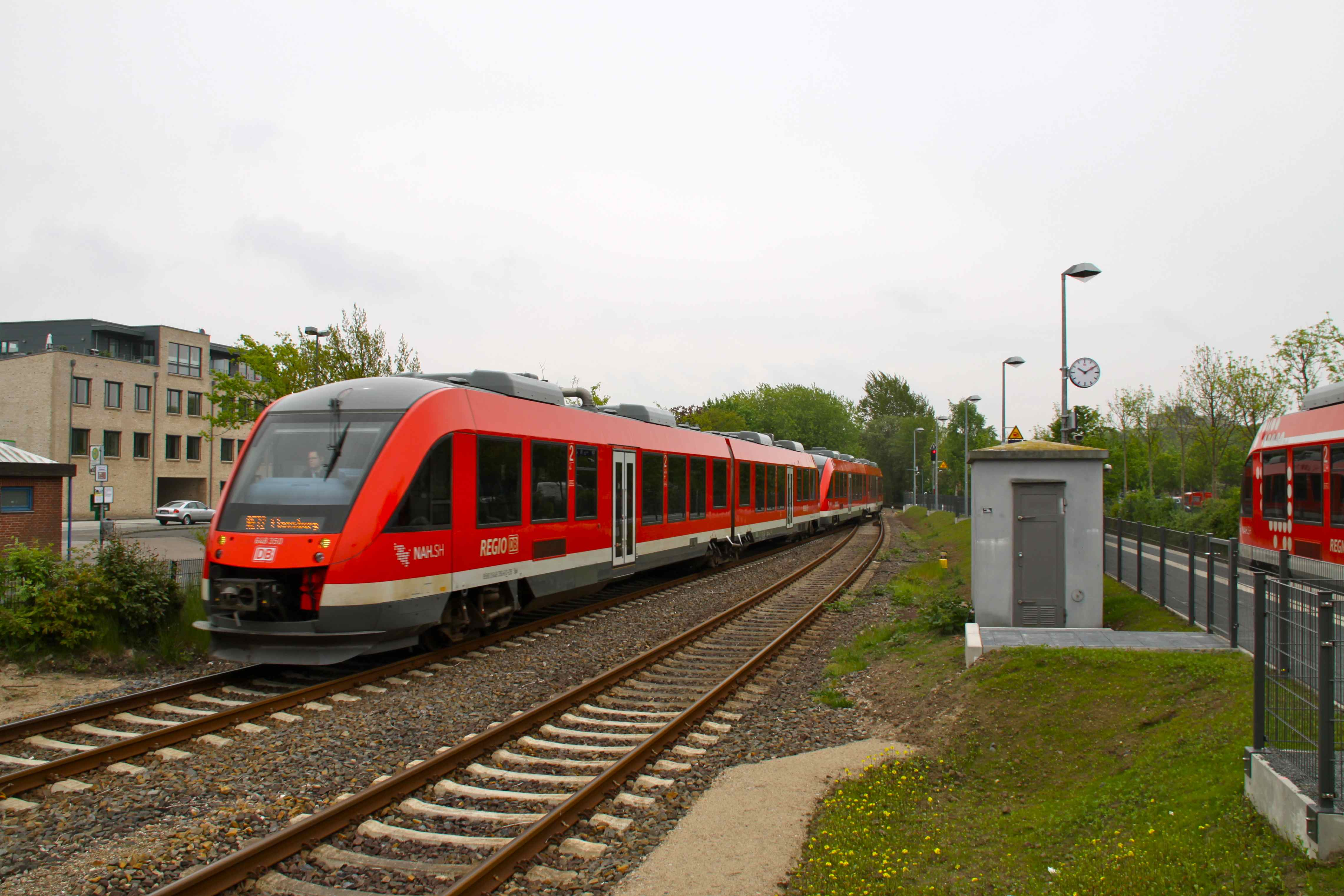
Bahnhof nach Umbau 2016 Richtung Süden
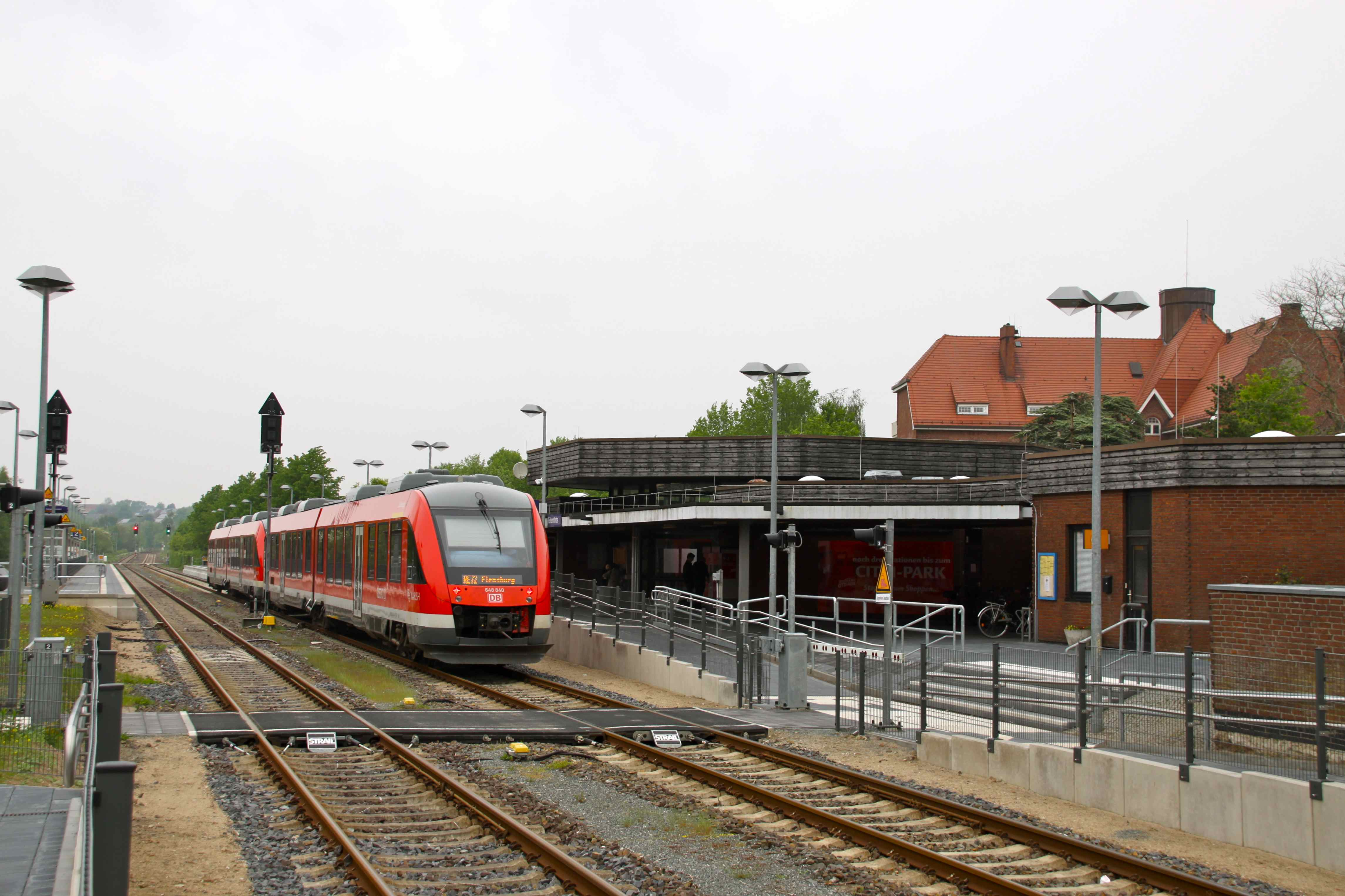
Bahnhof nach Umbau 2016 Richtung Norden

## Ausblick
Das 1973/1974 entstandene Empfangsgebäude sollte bis etwa 2017 durch einen Neubau ersetzt werden, der neben den Bahnservicebereichen und der Bahnhofsmission Platz für ein Kino und Einzelhandelsläden bieten soll. Bis Juni 2024 wurden keine entsprechenden Pläne fertiggestellt, eine Ausführung dieser Planungen ist ungewiss.

Bahnhof im Jahre 2024
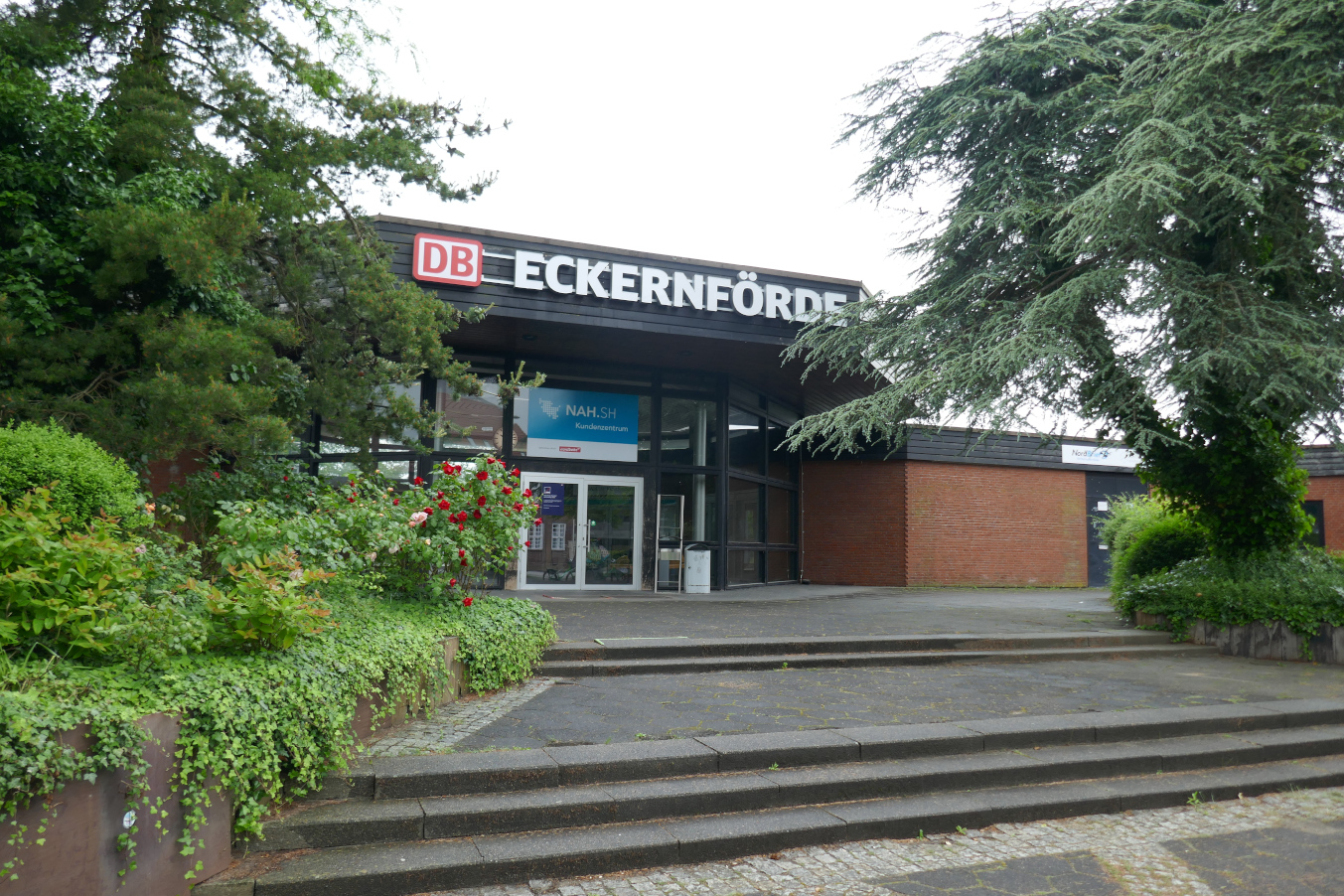
Eingangsbereich
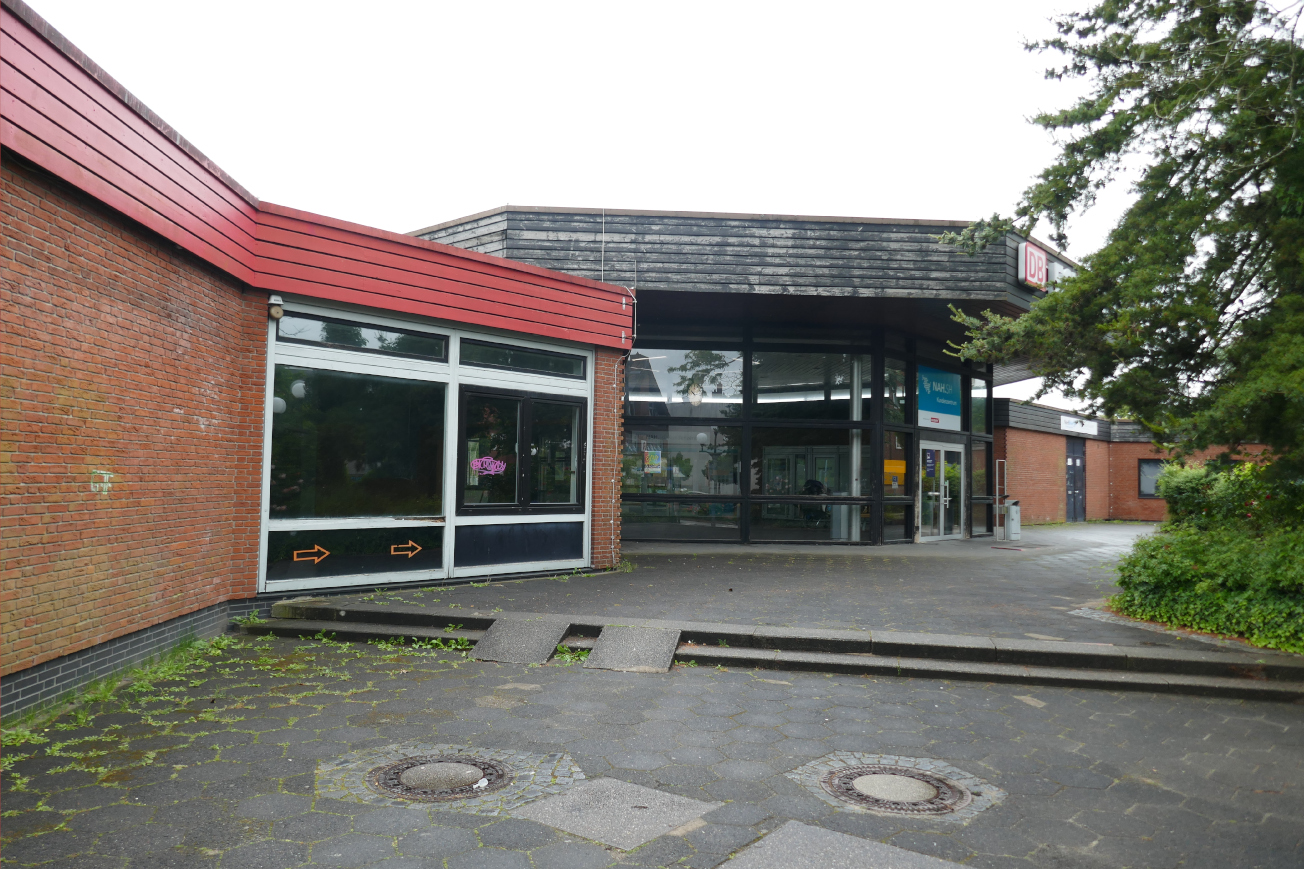
Straßenseite
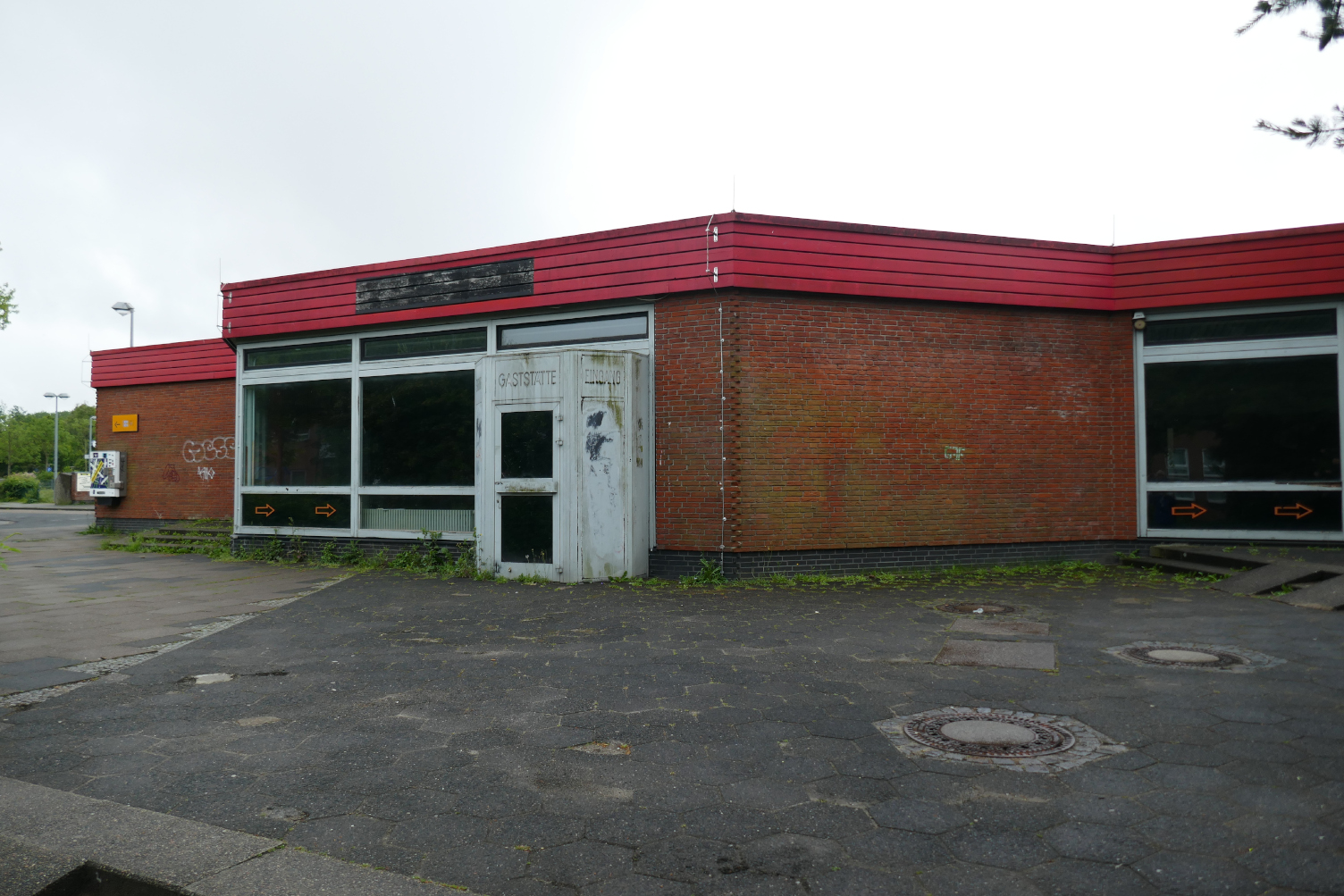
Ehemalige Bahnhofswirtschaft
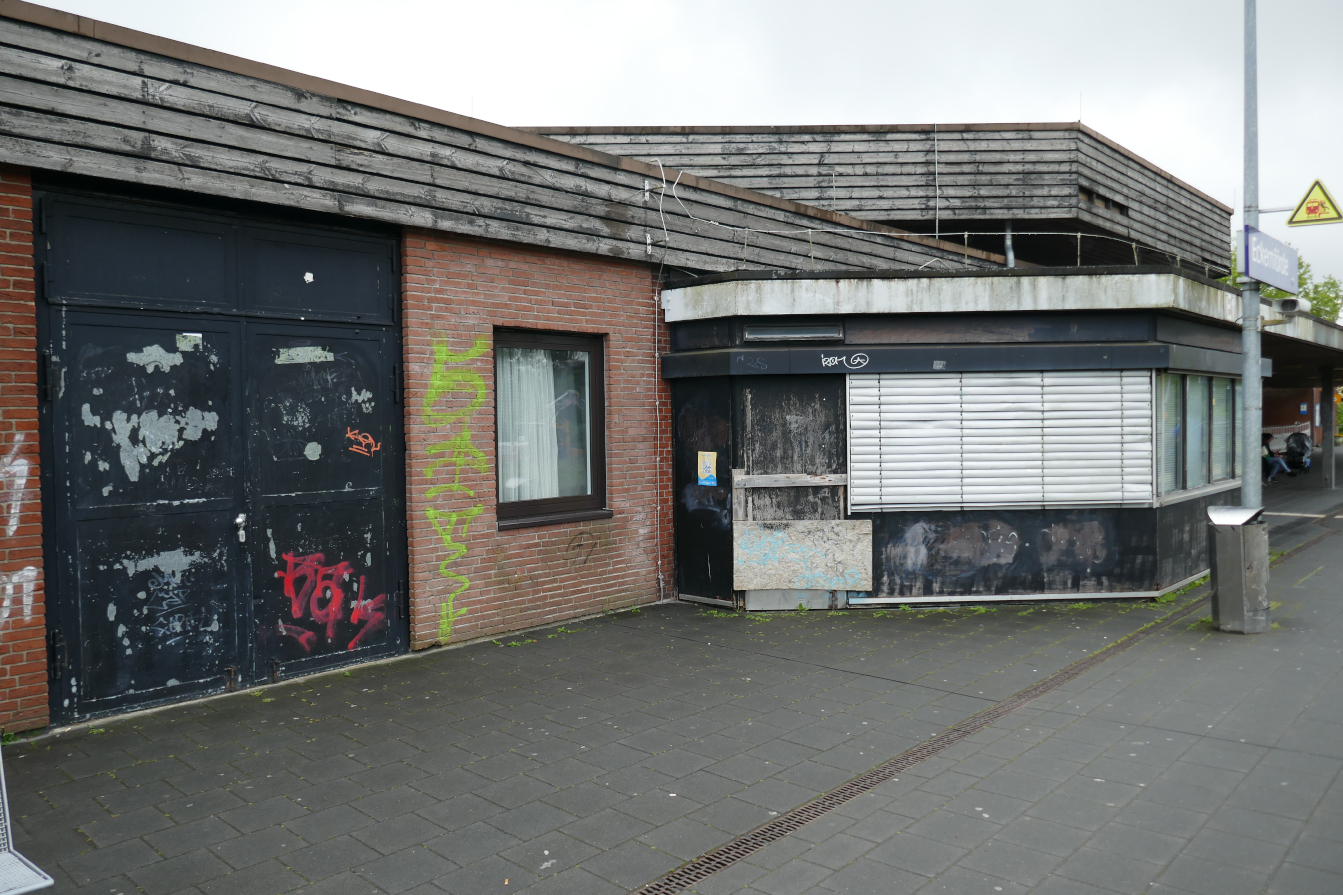
Bahnsteigseite
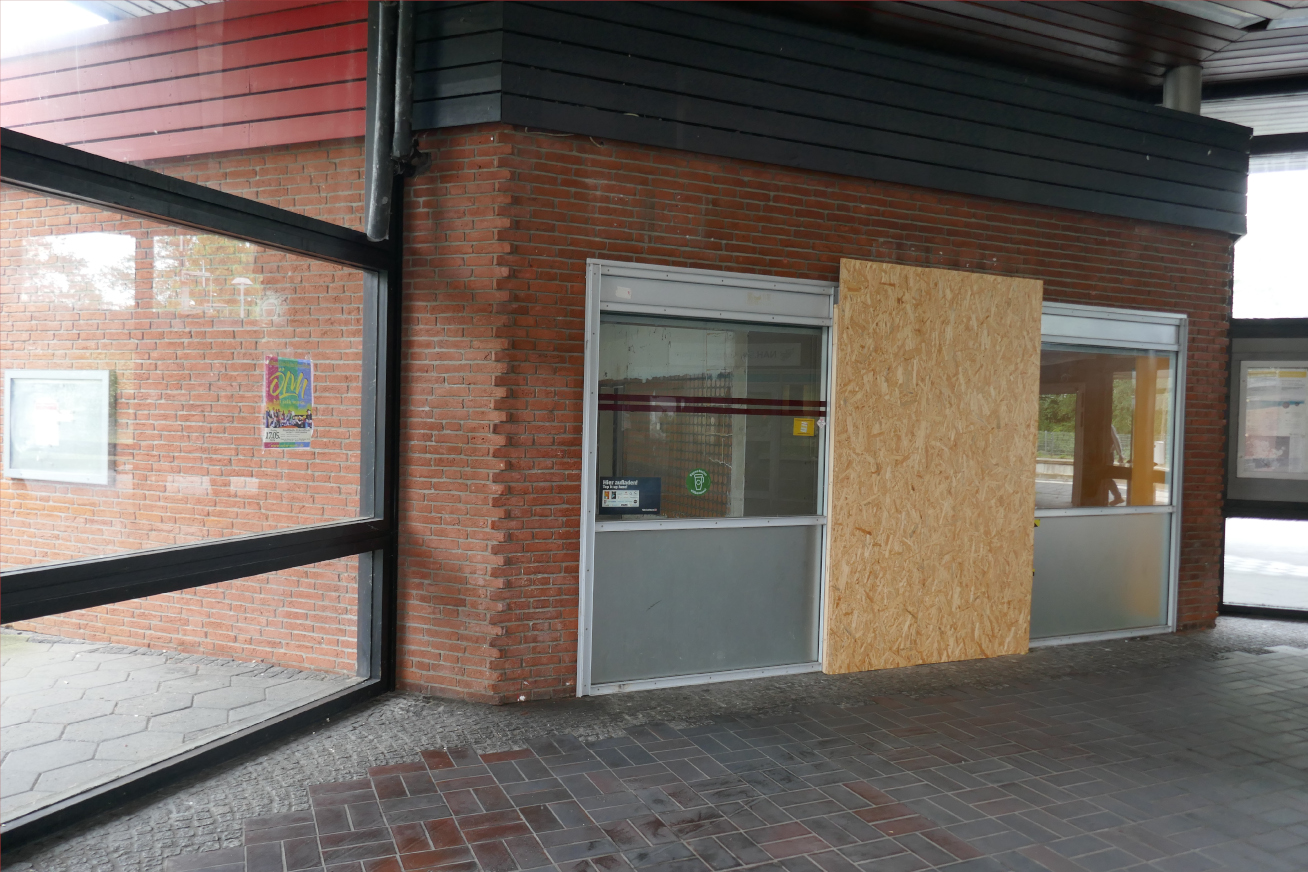
Warteraum

Ab 2023 sollte die Strecke von Kiel über Eckernförde nach Flensburg mit Akku-Elektrotriebwagen vom Typ Stadler Flirt Akku betrieben werden. Den Betrieb des Akkuzugnetzes im Nordgebiet Schleswig-Holsteins und damit auch dieser Strecke übernahm ab Dezember 2023 die Nordbahn Eisenbahngesellschaft. Da nicht ausreichend Akku-Fahrzeuge vorhanden waren, wurden bis zum Fahrplanwechsel 2024/2025 teilweise geleaste Fahrzeuge der DB-Baureihe 648 eingesetzt.

## Projekt Stadtregionalbahn Kiel
Im Rahmen des Projektes StadtRegionalBahn Kiel sollte eine der Linien bis Eckernförde geführt und zweimal stündlich bedient werden – diese geplante Linie sollte zwischen Kiel-Suchsdorf und dem Kieler Hauptbahnhof auf einer anderen Trasse über die Universität führen. Nach diesen Planungen sollte die Strecke elektrifiziert werden, in Eckernförde eine zweite Station im Süden der Stadt errichtet werden und der Bahnhof Eckernförde die Bezeichnung „Eckernförde Hauptbahnhof“ führen. Nach einer ablehnenden Entscheidung des Kreistages Rendsburg-Eckernförde im Dezember 2014 werden die Planungen Richtung Eckernförde nicht weiter verfolgt.
| Linie | seinerzeit geplanter Linienverlauf |
| ----- | --- |
| S 5   | Eckernförde Hbf – Eckernförde Süd – Gettorf Hbf – Gettorf Süd – Neuwittenbek – Kiel Klausbrooker Weg – Christian-Albrechts-Universität – Waitzstraße – Holstenplatz – Kiel Hauptbahnhof – Gablenzstraße – Seefischmarkt – Neumühlen |

## Landesweiter Nahverkehrsplan 2022 bis 2027
Beabsichtigt ist nach dem Planungensstand des Nahverkehrsverbundes Schleswig-Holstein (NAH.SH) von Mitte 2021 für einen Zeitraum bis nach 2030 die Einrichtung einer zusätzlichen S-Bahn-Linie zwischen Kiel Hbf und Eckernförde Nord, so dass sich die Anzahl der stündlichen Zugverbindungen zwischen Eckernförde und Kiel von derzeit zwei je Fahrtrichtung auf drei erhöhen würde. Voraussetzung dafür ist ein zweigleisiger Ausbau einzelner Abschnitte der Strecke Kiel–Eckernförde; ein durchgängiger zweigleisiger Ausbau, wie in einem OdeS-Gutachten vorgeschlagen, erscheint der NAH.SH nicht finanzierbar. Nach dem Deutschlandtakt-Konzept sollen dann ab Eckernförde die Regionalexpresszüge nach Kiel auf die Minute 47, die nach Flensburg auf die Minute 14, die S-Bahn-Züge nach Kiel auf die Minuten 23 und 53 und die nach Eckernförde Nord auf die Minuten 09 und 39 abfahren. Zu den ersten Maßnahmen einer Vorlaufbetriebsphase mit Regionalbahnen sollte bis 2026 die Station Eckernförde Süd errichtet sein. Nach Presseberichten wird sich die Inbetriebnahme der Station weiter verzögern.
| Linie | geplanter Linienverlauf |
| ----- | --- |
| S 4   | Kiel Hbf – Kiel Rondeel – Kiel Winterbeker Weg – Kiel-Hassee – Kiel Hofholzallee – Kronshagen – Kronshagen Schulzentrum – Suchsdorf – Neuwittenbek – Gettorf Süd – Gettorf – Eckernförde Süd – Eckernförde Strand – Eckernförde – Eckernförde Pferdemarkt – Eckernförde Nord |

### Kiel–Eckernförde–Süderbrarup–Kappeln
Angedacht ist auch eine regelmäßige durchgängige Bahnverbindung von Kiel über Eckernförde, Lindaunis und Süderbrarup nach Kappeln im Zwei-Stunden-Takt. Die Teillinie Eckernförde–Lindaunis–Süderbrarup–Kappeln wurde 2021 und 2022 saisonal an Wochenenden als gemeinsames Angebot der NAH.SH und der Angelner Dampfeisenbahn mit Schienenbussen der Angelner Dampfeisenbahn befahren. Wegen des Neubaus der Lindaunisbrücke fanden 2023 und 2024 und finden voraussichtlich auch 2025 nur Fahrten zwischen Kappeln und Lindaunis statt.

## Ehemalige Bahnhöfe und Haltepunkte in Eckernförde
- Bahnhof Altenhof (1881–1987; der Gesamtbahnhofsbereich reichte geringfügig bis auf Eckernförder Gebiet)
- Kreisbahnhof Eckernförde (1889–1958/59; anfangs Schwansener Bahnhof und Kappelner Bahnhof)
- Haltepunkt Carlshöhe (1904–1954; hieß zeitweise auch Graßholz/Grasholz und Kaserne)
- Haltepunkt Schnaap (1904–1954)
- Haltepunkt Hasenheide (1947–1958)